# 林隆璇
林隆璇（1964年7月9日—），本名林隆旋，台灣創作男歌手、詞曲作者及音樂製作人。

## 生平
林隆璇是政大教育博士、流行歌手亦是詞曲作者及音樂製作人。創作超過1000首歌曲，參與製作超過100張專輯。於2013獲得美國亞裔非營利機構策略聯盟之傑出藝人獎。林隆璇是台灣青田音樂創始人，台南應用科技大學副教授兼系主任，也是英國牛津大學正念中心認證導師，並首創正念及巴哈音樂、正念表演力等課程。
自1987年發表第一首創作曲《三分之一的時間》以來，林隆璇獨特清新的創作風格，以及用心深情的歌喉，在歌壇樹立了「情歌王子」的鮮明形象。個人代表作:白天不懂夜的黑(那英)、難以抗拒你容顏(張信哲)、流言(林隆璇&周慧敏)、你那麼愛她(林隆璇&李聖傑)、我愛你這樣深、為愛往前飛、慢慢(張學友)、我還是愛你到老、我們愛這個錯、是你決定我的傷心、愛似狂潮(蘇永康)、有夢的人(任賢齊)、體會(陳慧琳)、盡在不言中&處處留情&心事重重(周慧敏)、美麗(柯以敏)、微笑(楊千嬅)等。

## 個人生活
林隆璇1991年和非娛樂界女子結婚。其子林亭翰亦為歌手。林隆璇全家信仰佛教。

## 音乐作品

### 音樂專輯
- 飛揚的青春（1986大學城比賽紀念專輯)(1986年,台灣）
- 走出校園以後（合輯）(1987年5月,台灣）
- 聽風的歌(1988年10月14日,台灣）
- 憤怒的情歌(1989年10月6日,台灣）
- 不夠大膽(1992年3月4日,台灣）
- 天使詩篇(1992年10月13日,台灣）
- 琴有獨鍾（鋼琴演奏輯）(1993年5月,台灣）
- 收藏昨日(1993年12月,台灣）
- 飛揚的歌手精選輯(1994年,台灣）[註 1]
- 心焚如火(1995年4月,台灣）
- 忠於愛情(1995年10月,台灣）
- 琴逢笛手1（演奏專輯）(1995年8月16日,台灣）
- 如果沒有…林隆璇(1997年3月21日,台灣）
- 琴逢笛手2－城堡與花園之戀（演奏專輯)(1998年5月6日,台灣）
- 琴逢笛手3－續杯的CAPPUCCINO（演奏專輯）(2000年8月8日,台灣）
- 夜深人靜(2002年6月6日,台灣）
- 失物招領精選(2002年11月,台灣）
- 七月九日。天氣晴（鋼琴演奏專輯）(2005年8月1日，台灣）
- Men's Talk About Love-新歌+精选(2005年12月29日，台灣）
- 幸福之初（鋼琴演奏專輯）(2007年2月，台灣）
- 怎麼開始忘了(2010年3月14日,台灣）
- 我是誰WHO AM I(2017年9月28日,台灣)
- 也很好（2019年4月,台灣)

### 其他
2003年12月25日，中華民國內政部役政署發表《替代役之歌－打造新世界》，林隆璇作曲兼演唱。
2021年11月至12月，臺北市中山堂「2021廣場音樂節」，林隆璇為策展人。

## 外部連結
- 林隆璇的Facebook專頁
- 青田音樂的Facebook專頁
- 林隆璇的新浪微博